# Aiko Nakamuraová
Aiko Nakamuraová (japonsky: 中村藍子; * 23. prosince 1983, Ósaka) je japonská profesionální tenistka. Ve své dosavadní kariéře na okruhu WTA Tour nevyhrála žádný turnaj. V rámci okruhu ITF získala k srpnu 2011 tři tituly ve dvouhře a čtyři ve čtyřhře.
Na žebříčku WTA byla nejvýše ve dvouhře klasifikována v srpnu 2007 na 47. místě a ve čtyřhře pak v březnu 2008 na 64. místě. K roku 2011 ji trénoval Eidži Takeuči. Podle vzoru Moniky Selešové hraje forhend i bekhend obouručně, podává pravou rukou.
V sezóně 2006 se probojovala do finále turnaje WTA Japan Open v Tokiu, kde nestačila na Francouzku Marion Bartoliovou po sadách 2–6, 6–2, 6–2.

## Finálové účasti na turnajích WTA Tour
| Legenda: před 2009      | Legenda: od 2009      |
| ----------------------- | --------------------- |
| Turnaje Grand Slamu (0) |                       |
| WTA Championships (0)   |                       |
| Tier I (0)              | Premier Mandatory (0) |
| Tier II (0)             | Premier 5 (0)         |
| Tier III (0–1 D/0–1 Č)  | Premier (0)           |
| Tier IV & V (0)         | International (0)     |

### Dvouhra: 1 (0–1)

#### Finalistka (1)
| Č. | Datum         | Turnaj                | Povrch | Vítězka           | Výsledek      |
| -- | ------------- | --------------------- | ------ | ----------------- | ------------- |
| 1. | 2. října 2006 | AIG Japan Open, Tokio | tvrdý  | Marion Bartoliová | 2-6, 6-2, 6-2 |

### Čtyřhra: 1 (0–1)

#### Finalistka (1)
| Č. | Datum         | Turnaj               | Povrch | Spoluhráčka    | Vítězky                            | Výsledek         |
| 1. | 27. září 2008 | AIG Japan Open Tokio | tvrdý  | Ajumi Moritová | Jill Craybasová Marina Erakovicová | 4-6, 7-5, [10-6] |

## Finálové účasti na turnajích okruhu ITF
| Legenda okruhu ITF   |
| $100 000 tournaments |
| $75 000 tournaments  |
| $50 000 tournaments  |
| $25 000 tournaments  |
| $10 000 tournaments  |

### Dvouhra: 9 (3–6)
| Stav       | Č. | Datum              | Turnaj     | Povrch  | Soupeřka ve finále    | Výsledek      |
| ---------- | -- | ------------------ | ---------- | ------- | --------------------- | ------------- |
| Finalistka | 1. | 21. dubna 2002     | Gunma      | koberec | Maria Šarapovová      | 4-6 1-6       |
| Finalistka | 2. | 21. července 2002  | Baltimore  | tvrdý   | Tory Zawacká          | 4-6 5-7       |
| Vítězka    | 3. | 20. října 2002     | Haibara    | koberec | Šinobu Asagoeová      | 4-6 5-7       |
| Finalistka | 4. | 27. října 2002     | Tokio,     | tvrdý   | Haruka Inoueová       | 2-6 2-6       |
| Finalistka | 5. | 23. listopadu 2003 | Nuriootpa  | tvrdý   | Jessica Lehnhoffová   | 6-7(2) 6-7(2) |
| Vítězka    | 6. | 8. srpna 2004      | Louisville | tvrdý   | Vilmarie Castellviová | 6-4 6-2       |
| Vítězka    | 7. | 24. října 2004     | Haibara    | koberec | Juka Jošida           | 6-1 6-4       |
| Finalistka | 8. | 7. května 2006     | Gifu       | koberec | Erika Takaová         | 1-6 7-5 1-6   |
| Vítězka    | 9. | 3. května 2009     | Gifu       | koberec | Tomoko Jonemuraová    | 6-1 6-4       |

### Čtyřhra: 6 (4–2)
| Stav       | Č. | Datum             | Turnaj             | Povrch  | Soupeřky ve finále | Výsledek                                   |             |
| ---------- | -- | ----------------- | ------------------ | ------- | ------------------ | ------------------------------------------ | ----------- |
| Vítězka    | 1. | 28. července 2002 | Evansville         | tvrdý   | Jin-Hee Kim        | Leanne Bakerová Deanna Robertsová          | 6-4 6-0     |
| Finalistka | 2. | 18. května 2003   | Nagano             | tráva   | Maki Araiová       | Tomoko Tairaová Tomoko Jonemuraová         | 3-6 1-6     |
| Finalistka | 3. | 25. května 2003   | Gunma              | tráva   | Maki Araiová       | Kumiko Iidžimaová Suchanun Viratprasertová | 6-4 5-7 4-6 |
| Vítězka    | 4. | 18. dubna 2004    | Ho Či Minovo Město | tvrdý   | Rika Fudžiwarová   | Olena Antipinová Gulnara Fattachetdinovová | 6-3 6-3     |
| Vítězka    | 5. | 3. května 2009    | Gifu               | koberec | Sophie Fergusonová | Misaki Dojová Kurumi Naraová               | 6-2 6-1     |
| Vítězka    | 6. | 9. května 2010    | Fukuoka            | koberec | Kotomi Takahataová | Marina Erakovićová Alexandra Panovová      | 6-4 6-4     |